# L.N. Hvidt (1840-1885)
 Ikke at forveksle med L.N. Hvidt.
Lauritz Nicolai Hvidt (født 17. april 1840 i København, død 18. november 1885 sammested) var en dansk grosserer og forretningsfører. 
Hvidt var søn af forsikringsmand Edvard Hvidt og Elise f. Schiffert. Han var opkaldt efter sin berømte farfar, skibsreder L. N. Hvidt, som bl.a. var bestyrelsesmedlem i søforsikringsselskabet De private Assurandører. Hvidts far fortsatte familiens engagement i selskabet som assurancemægler, og siden fulgte Hvidt som tredje generations repræsentant, da han i 1868 blev medindehaver af sin fars forretningsførende firma, som efterfølgende blev kendt under navnet Ed. Hvidt & Søn med adresse på Holmens Kanal 16. Da hans far indtrådte i firmaets bestyrelse, fratrådte han endvidere sin stilling som forretningsfører, som Hvidt derefter fuldstændig overtog. 
Sideløbende besad Hvidt en række tillidshverv. Han var bl.a. revisor for Sparekassen for sømænd samt kasserer for Foreningen for søfarts fremme. I 1881 indtrådte han i komiteen for Dansk Folkemuseum, hvor han tillige fungerede som kasserer. Derudover drev Hvidt en selvstændig grosserervirksomhed, hvor jurist Julius Lassen fungerede som prokurist. Han var Ridder af Dannebrog.
Hvidt giftede sig i 1866 med Elisabeth Marie f. Gammeltoft, datter af borgmester Christian Gammeltoft. Parret fik tre sønner, dispachør L. N. Hvidt, direktør Christian Hvidt og fabrikant Eduard Hvidt samt en datter giftede sig med søofficer Victor Lorck. 